# Batalla de Ramillies
La batalla de Ramillies es va desenvolupar el 23 de maig de 1706 al poble de Ramillies, a uns 15 km al nord de Namur, en l'actual Bèlgica, durant la campanya de la Guerra de Successió Espanyola pel control dels anomenats Països Baixos Espanyols, popularment conegut com a Flandes. S'hi van enfrontar un exèrcit anglo-germànic-holandès sota el comandament de John Churchill, Primer Duc de Marlborough, contra un exèrcit francès comandat per François de Neufville, duc de Villeroy o Villeroi. La victòria de Churchill va suposar l'expulsió de les forces franceses de Flandes i la posterior captura d'Anvers, Bruges i Gant.

## Preludi
Després de la gran victòria contra els francesos a la batalla de Hochstadt a 1704, l'any següent havia resultat decebedor per als aliats: els francesos semblaven a punt de conquerir tot Itàlia. El pla original del Duc de Marlborough per al 1706 - una valenta marxa des dels Països Baixos fins a Itàlia per tal de donar suport al príncep Eugeni de Savoia i expulsar els francesos del país - va haver de ser cancel·lat a causa d'una inesperada ofensiva francesa al marge esquerre del Rin. Davant aquesta amenaça, els Estats Generals dels Països Baixos van prometre a Churchill la lleialtat del seu exèrcit si acceptava d'intervenir a la zona, i asseguraren, a més, que aportarien 10.000 homes a l'exèrcit d'Eugeni a Itàlia.
El Duc de Marlborough va acceptar i es va desplaçar amb les seves tropes als voltants de Lieja i la frontera del Ducat de Brabant en un intent d'atreure el Duc de Villeroy a la batalla. Lluís XIV, desitjós de rescabalar-se de la derrota soferta a 1704, urgí al disconforme Villeroy a venjar aquestes humiliacions. Aquest, sota pressió del rei, va sortir cap a Lovaina al capdavant de 70 batallons d'infanteria, 132 esquadrons de cavalleria i aproximadament 70 peces d'artilleria, en total una força d'uns 60.000 homes. Villeroy tenia la intenció de recapturar la fortalesa de Zoutleeuw (Léau per als francesos), perduda l'any anterior.
El 19 de maig, Churchill va concentrar a les seves forces a Corswaren després de saber que el seu enemic havia creuat el riu Dijle. L'exèrcit aliat estava format per 74 batallons d'infanteria, 123 esquadrons de cavalleria i 120 peces artilleres, amb un total aproximat de 62.000 homes.
A l'una de la matinada del 23 de maig, Marlborough va enviar el seu oficial William Cadogan a reconèixer la zona on pensava establir el campament la nit següent després de la marxa del dia, és a dir el turó de St André, prop de la vila de Ramillies. Per pura casualitat, Villeroy havia decidit acampar aquella nit en aquesta mateixa posició. Allà és on Cadogan va descobrir la compacta i massiva concentració de tendes del campament franc-bavarès.

## Desplegament
La plana de St André es troba entre els rius Gheete, Petit Gheete i Mehaigne (encara que realment només aquest últim pot considerar pròpiament un riu, amb més de 3 m d'amplada, mentre que els altres dos són poc més que rierols). El terreny s'eleva des de la vora del Petit Gheete cap a les posicions franceses de forma tan abrupta que obstaculitza les maniobres de la cavalleria.

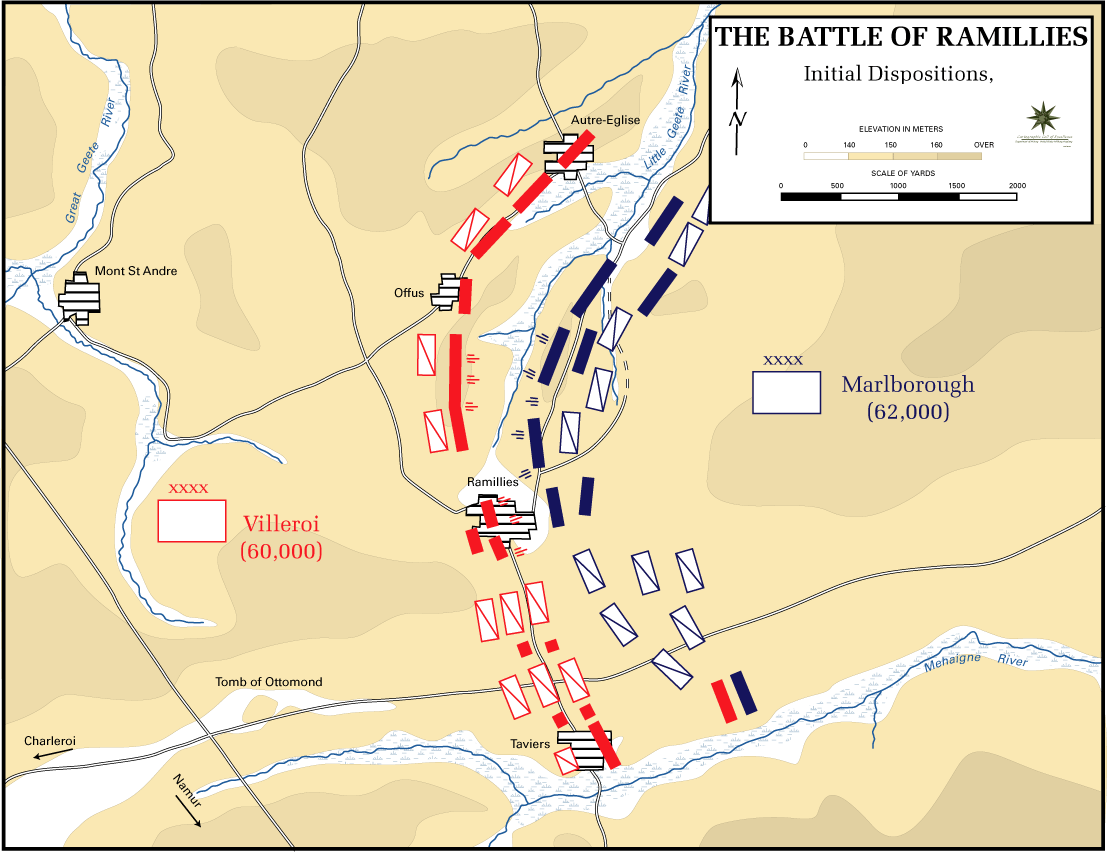
Desplegament inicial de forces a Ramillies, 1706

El matí del 23 de maig, l'exèrcit de Villeroy formava un arc còncau de poc més de 6 km de longitud. El flanc esquerre es va desplegar entre el poblat d'Autre Église i Ramillies, al marge esquerre del Petit Gheete, format per una gran força d'infanteria amb el suport de 50 esquadrons a cavall. El centre, entre Ramillies i el poble d'Offus, estava format exclusivament per infanteria i artilleria, amb 20 batallons situats en el mateix Ramillies i flanquejats a cada costat per una gran bateria. L'ala dreta s'estenia entre Ramillies i Traviers, i allà va desplegar Villeroy el gruix de la seva cavalleria, 82 esquadrons, juntament amb tres brigades d'infanteria bavaresa (formades per cinc batallons, amb un dels quals ell mateix va ocupar Traviers). Tant l'ala dreta com els mateixos pobles de Traviers i Franquenée es trobaven protegits de qualsevol maniobra de flanc de la cavalleria aliada pel curs del Mehaigne.
L'ala dreta de l'exèrcit aliat estava formada majoritàriament per tropes britàniques comandades per George Hamilton, Lord Orkney. El mariscal Hendrik de Nassau-Ouwerkerk comandava l'ala esquerra. Al costat de la força de Hendrik es van desplegar 4 batallons de la força d'elit dels Guàrdies Blaus Holandesos sota el comandament del general Wertmüller, amb la missió de prendre Traviers i Franquenée. Una altra força de 12 batallons, sota el comandament del general holandès Shullemburg, tenia ordres d'atacar Ramillies.

## Inici de la batalla

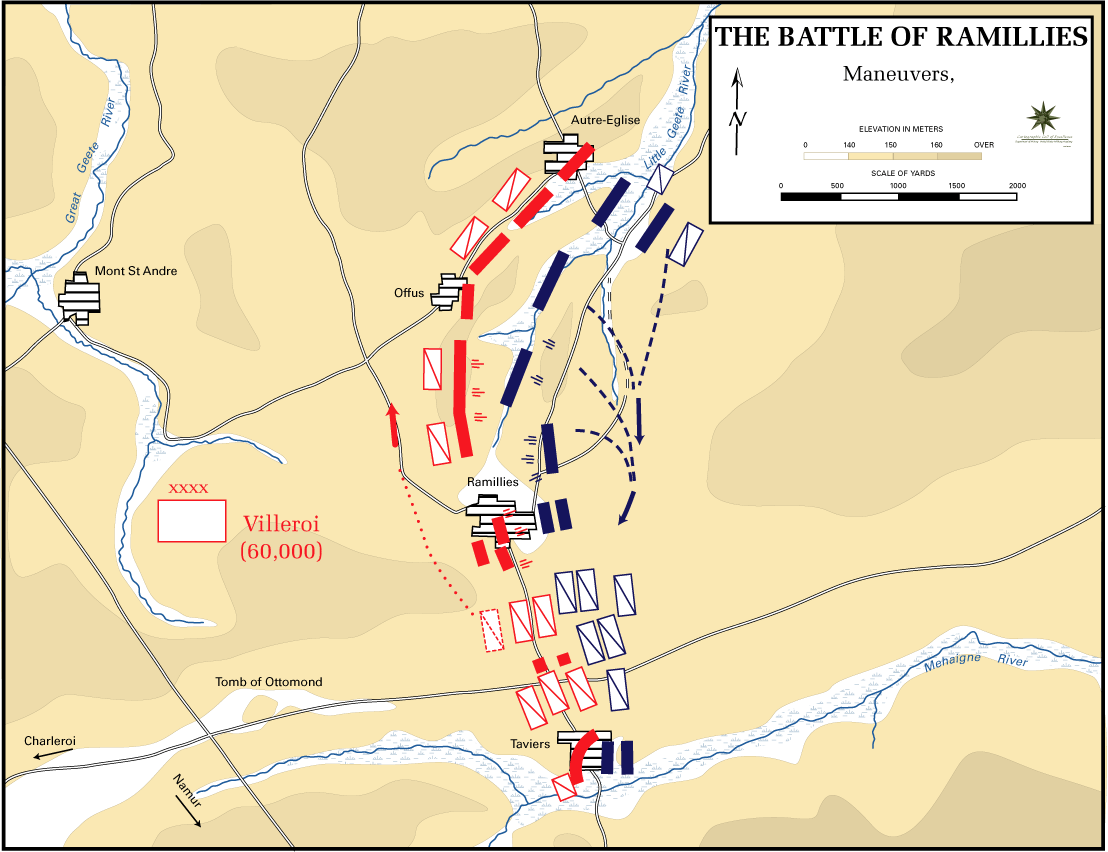
Maniobres inicials

La batalla es va iniciar poc després de la una de la tarda. A l'ala esquerra aliada, els Guàrdies Blaus, amb el suport de sis batallons danesos, van atacar primer Franquenée i després Traviers, i ambdues quedaren en mans aliades al voltant d'un quart de la tarda. Els francesos van intentar recapturar les dues viles emprant dos batallons suïssos i catorze esquadrons de dracs. No obstant això, aquesta força va ser rebutjada, es feu escàpol, i Villeroy va ordenar intervenir els bavaresos, comandats per La Caloine. Després d'una dura lluita, les tropes bavareses es van trobar aïllades entre les maresmes, cosa que va suposar la desaparició tàctica de l'última de les forces d'infanteria de l'ala dreta de l'exèrcit francès.
Mentrestant, més al nord, Hamilton estava marxant sobre Autre Église amb dotze batallons britànics i 39 dels seus esquadrons de cavalleria. La infanteria va creuar el Petit Gheete establint pontons perquè pogués creuar la cavalleria, però aviat van patir un fort contraatac: Villeroy, que acabava de rebre entre les seves files a Maximilià II Manuel de Baviera, havia reforçat la posició desviant infanteria des del seu centre després de veure l'avanç britànic, en creure que constituiria l'atac principal.
Després que els francesos canviessin l'equilibri de les seves forces, l'ala esquerra aliada, amb el suport de 69 esquadrons de cavalleria de Hendrik, va iniciar l'assalt sobre Ramillies i Offus (en aquest moment, a més, Hamilton va rebre ordre de cancel·lar l'atac de l'ala dreta i retirar-se). No obstant això, 68 esquadrons de cavalleria francesos, recolzats per la infanteria restant en el seu centre, van realitzar una contracàrrega i van detenir l'avanç aliat. Un contraatac francès gairebé va aconseguir trencar les línies aliades al sud de Ramillies, i feu fugir diversos esquadrons holandesos. Després d'ordenar a Hamilton transferir, en primer lloc, 18 dels seus esquadrons de cavalleria, i després 21 més, de l'ala dreta aliada a l'esquerra, el mateix Churchill va liderar personalment dues càrregues de cavalleria a fi de provar la línia francesa.

## Ruptura

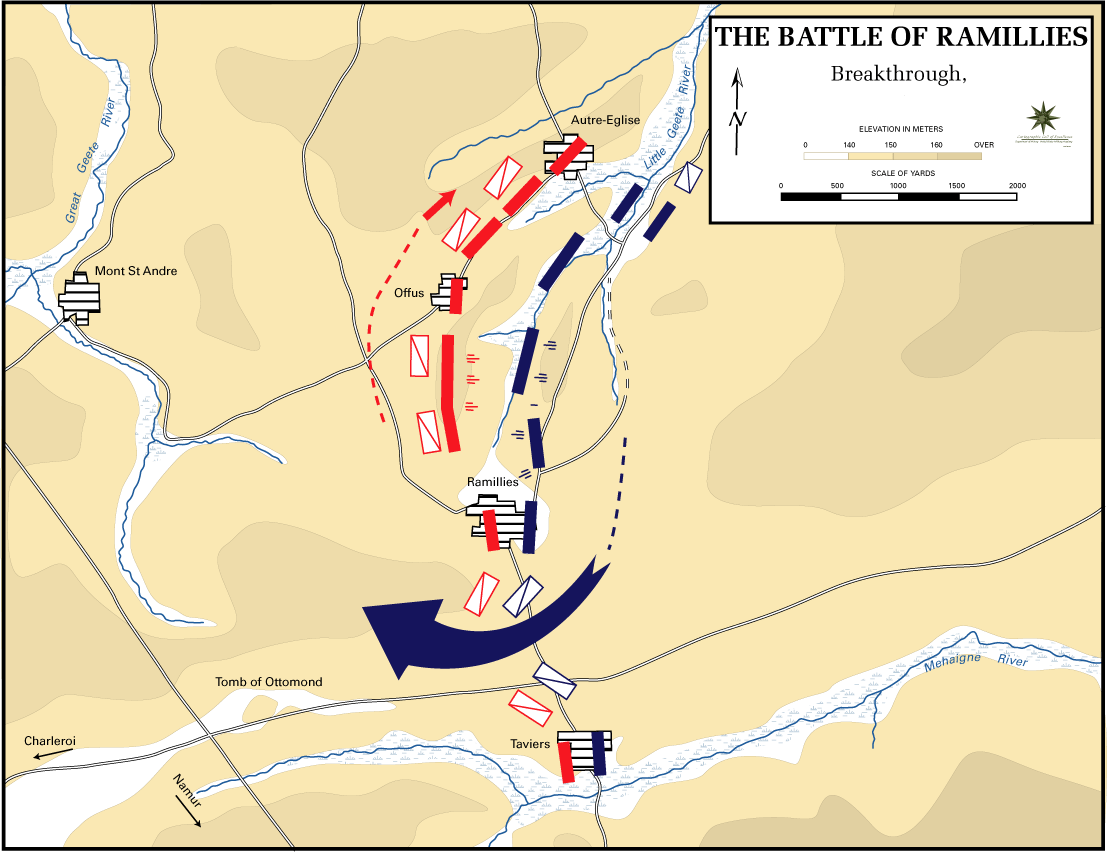
La ruptura aliada

En aquells dies, gairebé 25.000 genets estaven immersos en el combat. No obstant això, amb la intervenció de la cavalleria aliada a la dreta de Marlborough, i el flanqueig danès des del flanc del Mehaigne, la flor i nata de la cavalleria francesa va patir una contundent derrota. Cap a les cinc de la tarda, tota l'ala dreta francesa, privada de suficient suport d'infanteria, es va desintegrar i va iniciar la fugida cap al nord-oest. Churchill va aprofitar el moment. La meitat dels batallons de Hamilton que no es trobaven en combat es va desplaçar cap al sud, deixant enrere les seves banderoles i estendards per tal de confondre els francesos i fer-los creure que aquesta infanteria seguia davant del seu flanc esquerre, el que va donar a Marlboroug superioritat numèrica davant Ramillies. El General Schullemburg va rebre l'ordre d'avançar, i després d'una barrera concentrada d'artilleria que va esclafar les defenses del poble, es va produir l'assalt i Ramillies va passar a mans aliades. El centre de la línia francesa es va enfonsar.

## Persecució

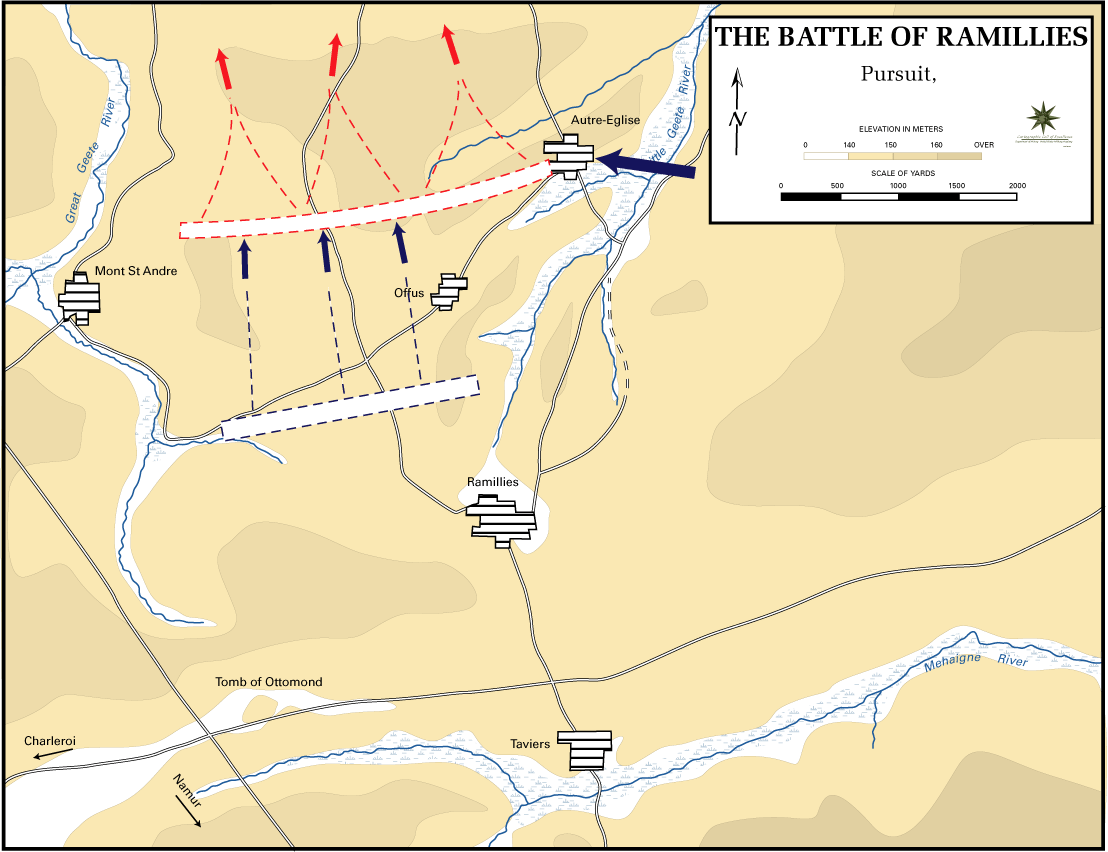
Persecució de les forces franceses en retirada

Cap a les set de la tarda, el Duc de Villeroy i l'elector de Baviera van ser arrossegats cap a l'oest amb les restes del seu exèrcit, i amb prou feines van evitar la captura quan Hamilton va escombrar la desmoralitzada línia francesa des del nord, travessant Autre Église. La persecució va durar tota la nit, i milers de soldats francesos van resultar morts o fets presoners. La Colonie va escapar per tercera vegada a la vida, retrocedint al costat de les seves tropes cap a Namur. Petites porcions de l'exèrcit francès van aconseguir executar una retirada relativament ordenada cap a Jodoigne i Wavre.

## Resultat
Després de la batalla i la persecució posterior, l'exèrcit francès va patir 13.000 baixes, i 6.000 homes van ser fets presoners. Així mateix van perdre en la fugida tots els seus canons. Els aliats van patir 1.066 ferits i 2.560 morts.
Tots els Països Baixos Espanyols van quedar ara a la mercè de l'exèrcit aliat. Sense la presència de l'exèrcit francès, massa avesat com per fer més que retirar-se en ordre, les autoritats civils van canviar la seva lleialtat en un temps rècord. Lovaina, Anvers, Gant, Bruges i altres pobles es van rendir a les forces comandades pel Duc de Marlborough, aviat les van seguir Oostende, Dendermonde i Menen. El 6 d'octubre de 1706 es rendia Ath, de manera que l'arxiduc Carles VI del Sacre Imperi Romanogermànic va ser reconegut com a sobirà de la major part dels Països Baixos Espanyols.
També a conseqüència de la batalla, Lluís XIV de França es va veure obligat a retirar forces d'altres fronts per tal de reconstruir el seu exèrcit de Flandes, la qual cosa va ajudar enormement Eugeni de Savoia en el seu esforç per aixecar el setge a Torí.
La situació de taules en què havia degenerat la Guerra de Successió Espanyola semblava haver-se resolt, però en realitat no va ser així: la guerra va durar set anys.

## Anàlisi
El primer error del Duc de Villeroy va ser el d'estirar en excés la seva línia de batalla. Amb poc més de 6 km, la formació francesa era massa extensa, un fet que, unit amb el seu desplegament còncau, dificultava la transferència de tropes d'un a un altre flanc en cas de necessitat. Per contra, el Duc de Marlborough va concentrar el seu exèrcit en un front de menys de 4 km entre les "banyes" de la formació francesa, i comptava també amb l'avantatge de tenir carreteres i camins després de les seves línies, a través dels quals podia desplaçar ràpidament tropes d'un a l'altre flanc. Villeroy havia desaprofitat igualment una part de la seva cavalleria, en desplegar-la erròniament darrere d'unes maresmes rere Autre Église.
A més, la infanteria francesa no va brillar precisament aquell dia: Traviers i Franquenée van caure aviat davant forces de similar grandària, mentre que el contraatac sobre Traviers va estar mal coordinat.
En contrast, el Duc de Marlborough va executar un pla d'acció de manera brillant. En concentrar tota la seva cavalleria al flanc esquerre, al sud, va poder vèncer la cavalleria francesa i, amb la superioritat en comunicacions a disposició del seu exèrcit, va aconseguir superar Villeroy.